# Temptation: Confessions of a Marriage Counselor
Temptation: Confessions of a Marriage Counselor is een Amerikaanse dramafilm uit 2013 geregisseerd door Tyler Perry. De film is gebaseerd op een toneelstuk van Perry uit 2008. Kim Kardashian won de Razzie voor slechtste vrouwelijke bijrol.

## Rolverdeling
- Jurnee Smollett - Judith
- Lance Gross - Brice
- Kim Kardashian - Ava
- Vanessa Williams - Janice
- Robbie Jones - Harley
- Brandy - Melinda/Karen